# El gran dios Pan
El gran dios Pan (en inglés: The Great God Pan) es una novela escrita por el autor galés Arthur Machen. En ella se narra la historia de Clarke, que presencia un inusual experimento en el que su conocido, el Dr. Raymond, utiliza a una joven para conocer la parte oculta de la realidad. Tras esto, comienza a investigar la relación entre varias muertes en extrañas circunstancias acontecidas en la Inglaterra victoriana.
Cuando se publicó en 1894, la prensa consideró que era una obra degenerada y repulsiva por su estilo decadente y contenido sexual. Pese a todo, la obra fue considerada un clásico del género de horror. Como otras historias de la época, se inspira en el dios griego Pan, símbolo del poder de la naturaleza y el paganismo. Sin embargo, Juan Ramón Vélez en el artículo “El Dios Pan en la literatura de entre siglos”, esta divinidad aparece como reflejo de “fuerzas naturales desatadas y destructivas ante las que el hombre debe resguardarse si no quiere exponerse a la destrucción mental o física (o a ambas)”.
El título se inspiró probablemente en el poema “A musical Instrument”, publicado en 1862 por Elizabeth Barrett Browning. La última línea de cada estrofa termina justamente en “ the great god Pan”.
Una descripción más clara del tipo de terror presente en la novela es que éste , “debe habitar en el secreto lugar de la vida, manifestado en carne humana”.

## Estructura
La novela consta de ocho capítulos y todos ellos parecen independientes entre sí, pero al final los personajes que aparecen a lo largo de todas las historias terminan relacionados los unos con los otros. 

### Capítulo I. El experimento
Clarke atestigua un extraño experimento quirúrgico realizado por el Dr. Raymond, quien busca comprobar que se puede ver al dios Pan, una personificación de una sobrerrealidad subyacente al mundo cotidiano.  Mary, una joven de diecisiete años, participa voluntariamente en la prueba. El resultado es exitoso, pues a pesar de que Mary queda “idiota”, el dios Pan es revelado.

### Capítulo II. Las memorias del Señor Clarke
Clarke decide presenciar el experimento del Dr. Raymond a causa de su interés por los elementos esotéricos de la naturaleza humana y su viva creencia en la fantasía. Tiempo después revisa el libro Memorias para probar la existencia del diablo, una compilación de anécdotas contadas por el Dr. Phillips (amigo de Clarke), entre las que destaca la de Helen V., una niña que asesina a su amiga Rachel M. y al niño Trevor W., le infunde debilidad de intelecto. Al final del relato, Helen V. desaparece.   

### Capítulo III. Ciudad de resurrecciones
Al salir de un  restaurante, Villiers encuentra a su viejo amigo Herbert, quien pide limosna. Este último le confiesa que Helen, su esposa, pervirtió su alma. Al día siguiente, Villiers conversa con su amigo Austin y le pregunta si conoce a alguien llamado Herbert. “¿Entonces no oíste acerca del caso de Paul Street?”, le responde. Y añade que en esa calle un hombre murió a causa del miedo, de un espantoso horror, frente a la casa de la familia Herbert.

### Capítulo IV. El descubrimiento en Paul Street
Cabos sueltos unen. Clarke y Villiers son amigos. El segundo visita la casa abandonada de Paul Street y encuentra ahí el retrato de Helen Vaughan, esposa de Herbert. La alteración que le causa su estancia en ese lugar se traduce, de acuerdo a un diagnóstico médico, en nerviosismo y agotamiento. Debido a ello le pide a su amigo consejo tras contarle los pormenores de su visita y mostrarle el retrato. Al verlo, Clarke reconoce a Mary, la joven voluntaria del experimento del Dr. Raymond. Más tarde, Villiers se entera por el periódico de la muerte de Herbert.  

### Capítulo V. La carta de advertencia
En una carta, Clarke le pide a Villiers que abandone su obsesivo interés por Herbert. El destinatario de la misiva se reúne con Austin y le muestra el libro de un amigo en común, el pintor Meyrick, donde en la última página aparece el retrato de una mujer: la señora Herbert.  

### Capítulo VI. Los suicidios
Una serie de suicidios ocurren en West End, entre ellos el de Lord Argentine y el señor Sydney Crashaw. Austin y Villiers leen sobre la muerte del último, pero el segundo se percata de un error en el informe acerca del lugar donde fue visto por última vez el finado, pues él lo vio salir de casa de la señora Beaumont la madrugada del día de su muerte y no donde afirmaba el periódico.  

### Capítulo VII. Encuentro en el Soho
Las dudas de Villiers sobre los motivos de la muerte del señor Crashaw y el involucramiento de la señora Beaumont, se incrementan, por lo que decide seguirla. Descubre que ella cambia constantemente su nombre y es, en realidad la esposa de Herbert.  

### Capítulo VIII. Los fragmentos
Al final se revelan las múltiples identidades de Helen y su relación con los personajes del resto de la novela.  

## Personajes
- Dr. Raymond: hombre de mediana edad, flaco y demacrado. Dedicado a la medicina trascendental durante varios años.
- Clarke: Un hombre de negocios, serio y con curiosidad por la fantasía y lo no apreciado por los sentidos de la naturaleza humana. Gusto por la lectura.
- Mary: diecisiete años y hermosa. Partícipe del experimento realizado por el Dr. Raymond.  conocido por hombres
- Dr. Phillips: Amigo de Clarke, autor de los relatos Memorias para probar la existencia del diablo.
- Helen V.: niña de doce años, diferente a la gente del pueblo. Físicamente con tez clara y rasgos bien marcados. Fascinación por salir a pasear al bosque.
- Trevor W.: niño de aproximadamente siete años. Víctima de Helen V. quien lo deja con marcas nerviosas y extrañas, producto de un shock inesperado.
- Rachel M.: amiga de Helen V., un año menor que ella. Hija de un granjero.  Acompañaba siempre a Helen a pasear al bosque, donde termina siendo su víctima.
- Villiers: hombre de ciudad, ordenado, lustroso y distinguido. Antiguo amigo de Herbert.
- Charles Herbert: pobre y mal vestido. Antiguo heredero de su padre, contaba con tierras en Dorset y una gran cantidad de dinero. Hombre arruinado en cuerpo y alma.
- Helen Vaughan o señora Herbert: poseedora de una maravillosa y extraña belleza, aproximadamente de diecinueve años cuando conoció a su esposo. Huérfana e hija de padre Inglés y madre Italiana. Desaparece y deja en la ruina a Herbert.
- Austin: famoso por su gran conocimiento de la vida en Londres. Amigo de Villiers.
- Señorita Beaumont: mujer rica y hermosa.
- Arthur Meyrick: pintor, amigo de Austin.
- Charles Aubernon o Lord Argentine: Un hombre de treinta años, muy respetado y conocido en Londres. Antes pobre, pero después poseedor de una gran fortuna tras la muerte de su padre. Trabajador y conocido por su alegría.

## Referencias mitológicas

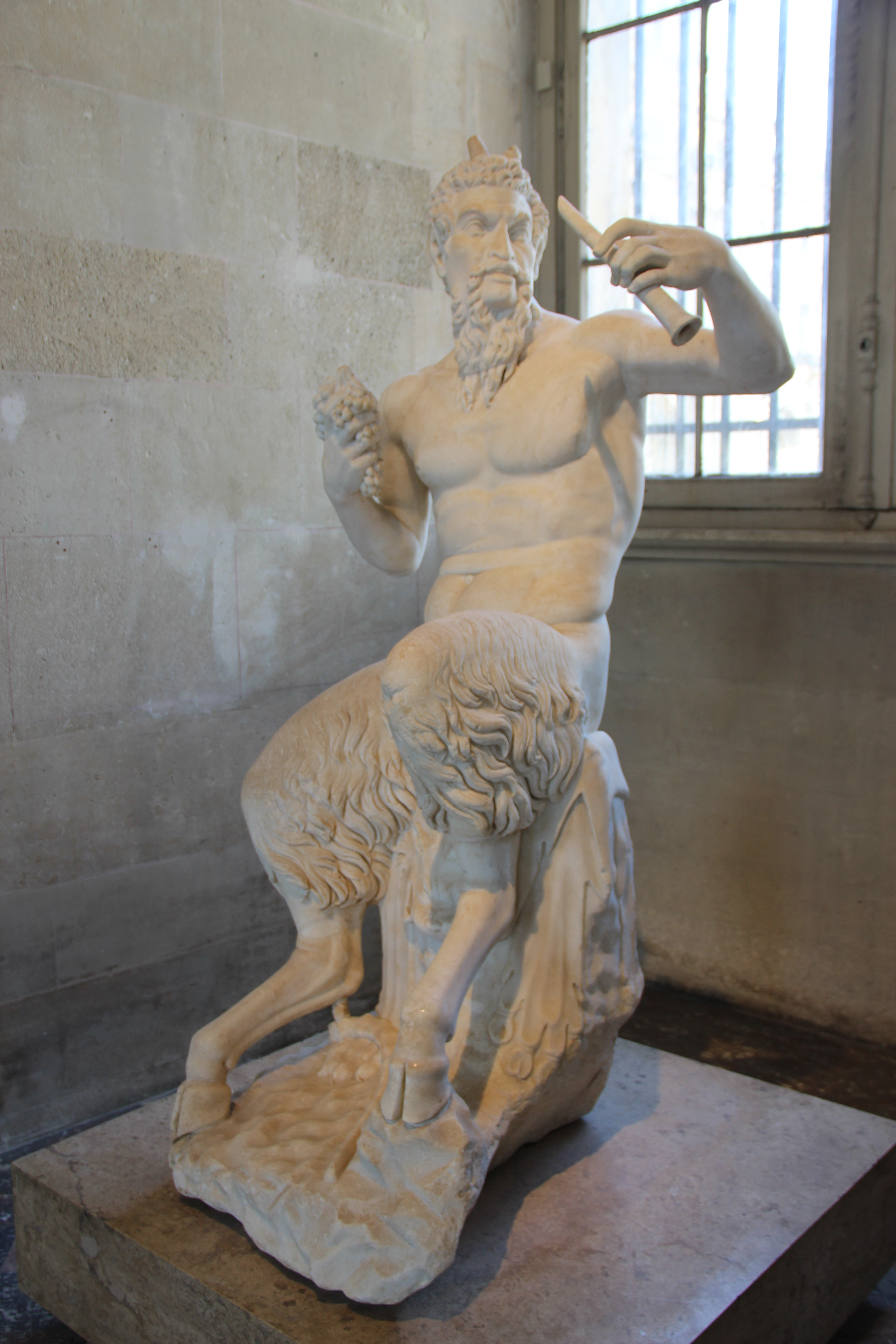
Estatua del dios Pan. Procedente de la Galería de Antigüedades del Louvre de París, Francia.

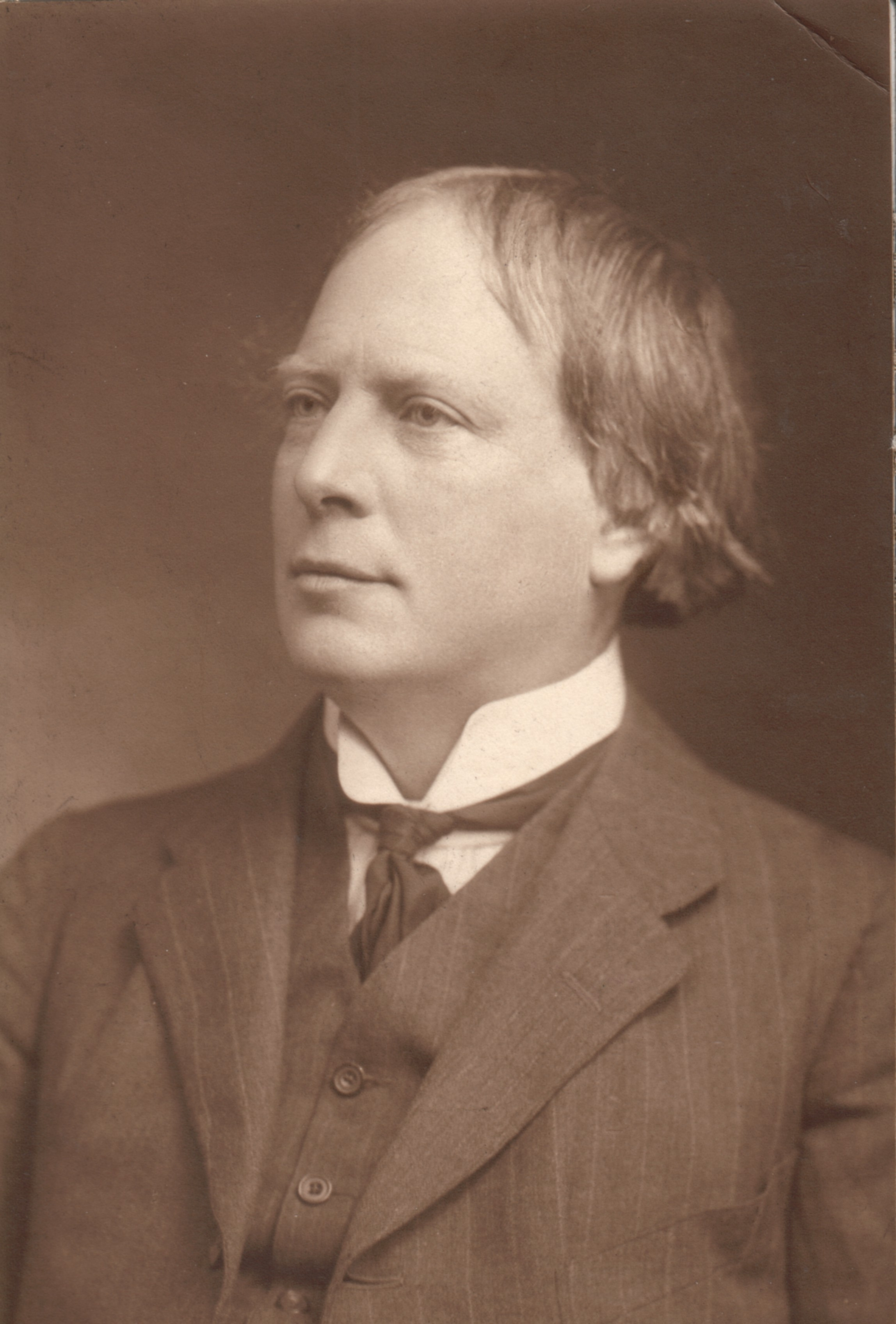
Fotografía de Arthur Machen.

## Influencias literarias

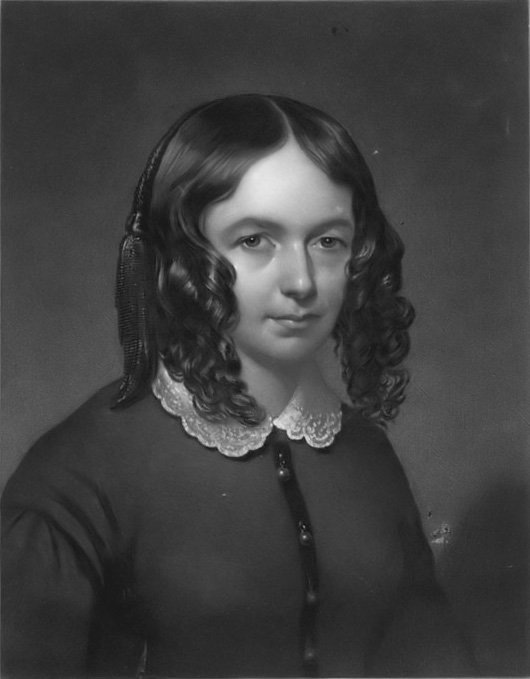
Fotografía de Elizabeth Barret Browning.

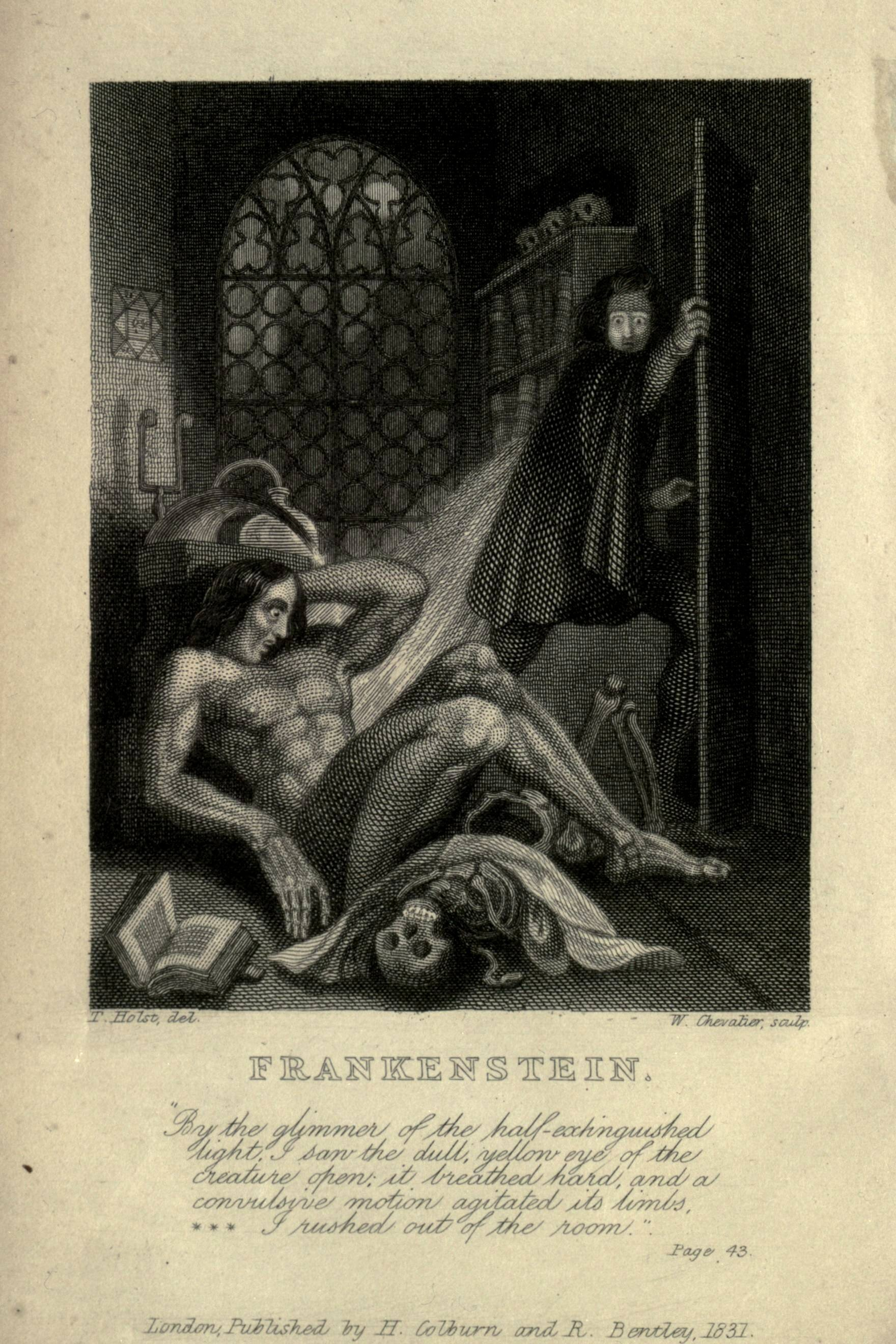
Portada de la novela Frankenstein o El Moderno Prometeo de Mary Shelley.

## Interpretaciones

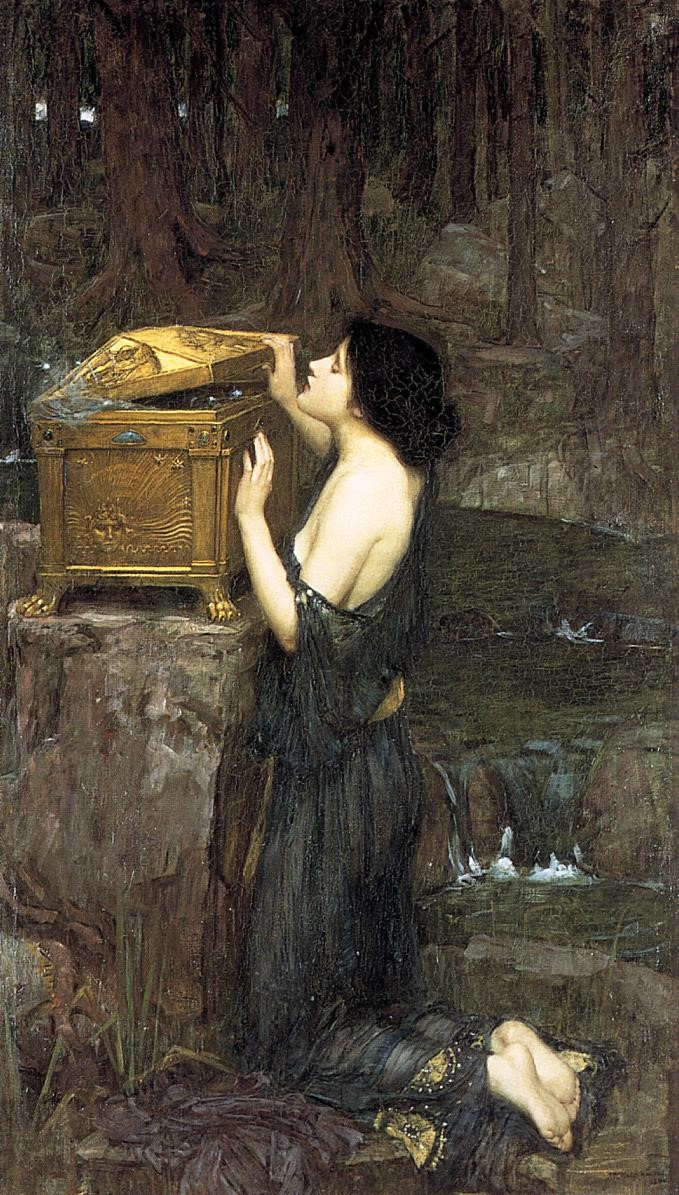
Pandora, pintura al óleo de John William Waterhouse (1896).

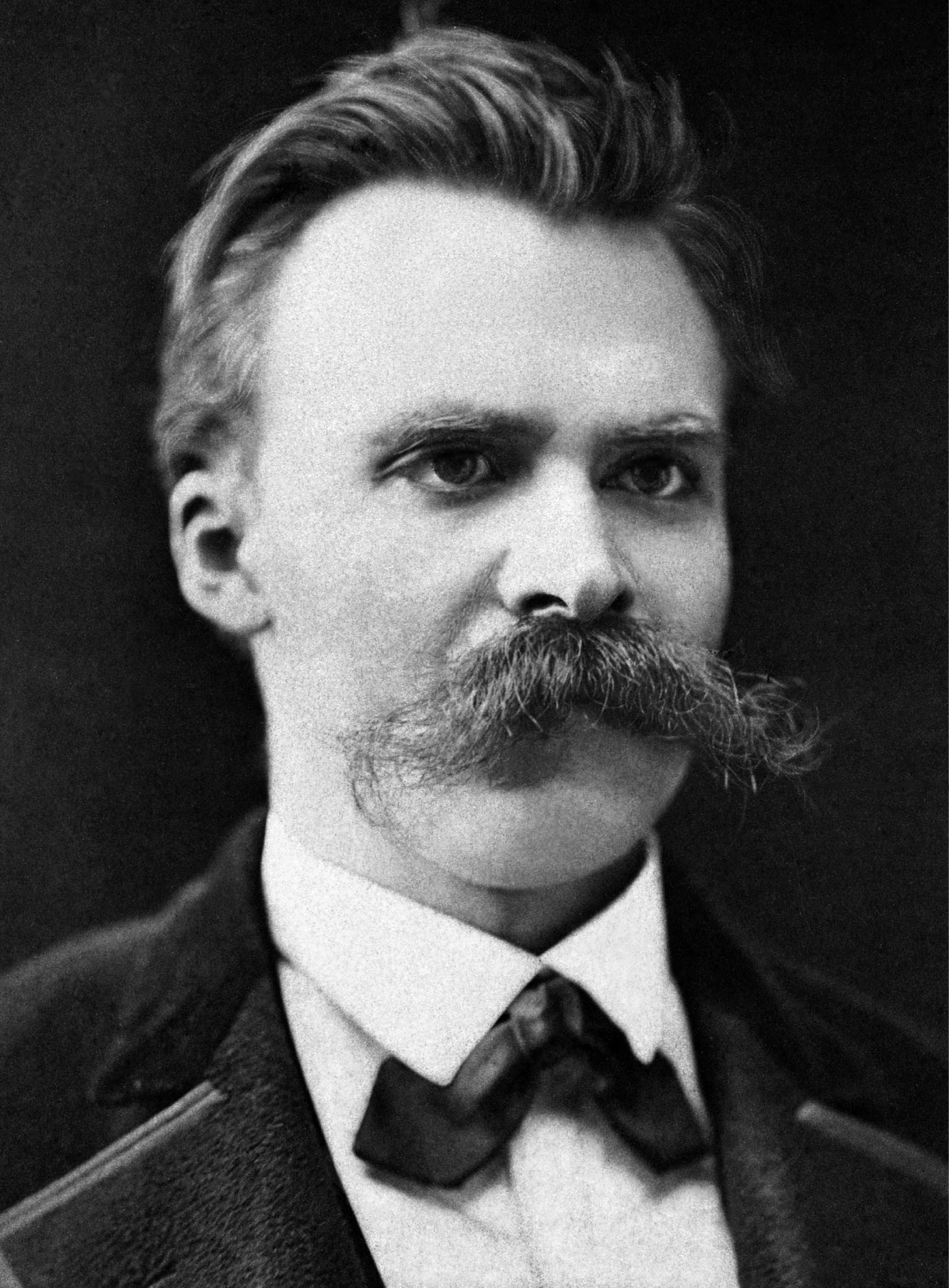
Fotografía de Friedrich Nietzsche.